# Oceana (zangeres)
Oceana Mahlmann (Wedel, 23 januari 1982) is een Duitse zangeres, presentatrice en actrice van Duitse en Afro-Martinische afkomst.
Haar muziek wordt gekenmerkt door stromen van soul, reggae, hip-hop en funk. In 2010 eindigde ze op de zesde plaats in de Poolse versie van het televisieprogramma Dancing with the Stars. In mei van dat jaar presenteerde ze het programma ARTE Lounge. Dezelfde maand tekende ze een contract bij Ultra Records en verscheen haar eerste single Cry Cry van het album Love Supply. In 2012 zingt zij het themalied Endless Summer van het Europees kampioenschap voetbal.

## Discografie

### Albums
| Album met eventuele hitnotering(en) in de Nederlandse Album Top 100 | Datum van verschijnen | Datum van binnenkomst | Hoogste positie | Aantal weken | Opmerkingen |
| ------------------------------------------------------------------- | --------------------- | --------------------- | --------------- | ------------ | ----------- |
| Love supply                                                         | 01-05-2009            | -                     |                 |              |             |

### Singles
| Single met eventuele hitnotering(en) in de Nederlandse Top 40 | Datum van verschijnen | Datum van binnenkomst | Hoogste positie | Aantal weken | Opmerkingen                                       |
| ------------------------------------------------------------- | --------------------- | --------------------- | --------------- | ------------ | ------------------------------------------------- |
| Endless summer                                                | 04-05-2012            | 26-05-2012            | tip16           | -            | EK 2012 themanummer / Nr. 83 in de Single Top 100 |

| Single met hitnotering(en) in de Vlaamse Ultratop 50 | Datum van verschijnen | Datum van binnenkomst | Hoogste positie | Aantal weken | Opmerkingen         |
| ---------------------------------------------------- | --------------------- | --------------------- | --------------- | ------------ | ------------------- |
| Cry cry                                              | 06-03-2009            | 24-04-2010            | 25              | 2            |                     |
| Lala                                                 | 18-10-2010            | 01-01-2011            | tip39           | -            |                     |
| Endless summer                                       | 2012                  | 30-06-2012            | 24              | 4            | EK 2012 themanummer |

- Biblioteca Nacional de España: XX5049295
- Gemeinsame Normdatei: 135072069
- International Standard Name Identifier: 0000 0000 5616 8858
- MusicBrainz: bc83c715-1a38-4faa-9cd9-af403aee2166
- Nationale Bibliotheek van Polen: a0000002358253
- Virtual International Authority File: 265561345
- WorldCat: E39PBJkXtbM8HYgRXG3YQgKjmd